# چاینا مینشنگ تراست
چاینا مینشنگ تراست (انگلیسی: China Minsheng Trust) شرکت خدمات مالی و مدیریت سرمایه‌گذاری چینی است، که در سال ۱۹۹۴ تأسیس شد.